# East Pasadena
East Pasadena statisztikai település az USA Kalifornia államában, Los Angeles megyében. Lakosainak száma 6021 fő (2020. április 1.).

## Népesség
A település népességének változása:

| 2010 | 6 144 |
| 2020 | 6 021 |